# William Edward Hanford
William Edward Hanford (9 de dezembro de 1908 — 27 de janeiro de 1996) foi um químico estadunidense.